# Amelia Peabody
Amelia Peabody est l'héroïne d'une série de romans de Elizabeth Peters.
Fin du XIXe siècle. Amelia Peabody a 30 ans, elle est célibataire (vieille fille serait un terme plus adéquat à l'époque) et heureuse de l'être. Le mariage ne l'a jamais tentée. D'ailleurs il faut l'admettre : Amelia est extravagante et anticonformiste. Au fin fond de l'Angleterre, elle prend soin de son vieux père, qui lui fait partager jusqu'à ses derniers instants sa passion pour l'Égypte ancienne. 
Une fois son père décédé, Amelia décide qu'elle a assez vu les pâturages anglais et part pour l'Egypte. Là, elle croisera la route d'un éminent égyptologue caractériel, un nombre considérable de momies et réalisera enfin son rêve : pénétrer les mystères, et les tombeaux, de l'Égypte ancienne. 
Drôle et attachante, audacieuse et moderne, on aime immédiatement Amelia Peabody pour son sens unique de la repartie, son humour caustique, son humanisme et son tempérament d'acier qui lui permet de surmonter haut la main ses aventures exotiques, sans oublier le ton intimiste et le charme suranné de l'Angleterre de la fin du XIXe.  

## Romans
Les titres sont donnés en anglais, avec l'équivalent français lorsqu'il existe. Tous les tomes ne sont pas encore traduits, et la chronologie n'a pas été respectée par les éditions Hachette en français. La liste est ordonnée selon la date de parution en anglais, bien que chaque tome puisse être lu indépendamment : 
- 1975 : Crocodile on the Sandbank (Un crocodile sur un banc de sable, Le livre de poche, n° 14439)
- 1981 : The Curse of the Pharaohs (La Malédiction des pharaons, Le livre de poche, n° 14479)
- 1985 : The Mummy Case (Le Mystère du sarcophage, Le livre de poche, n° 14438)
- 1986 : Lion in the Valley (L'Ombre de Sethos, Le livre de poche, n° 14729)
- 1988 : The Deeds of the Disturber (La Onzième Plaie d'Égypte, Le livre de poche, n° 14708)
- 1991 : The Last Camel Died at Noon (Le Secret d'Amon-Râ, Le livre de poche, n° 14539)
- 1992 : The Snake, the Crocodile, and the Dog (Le Maître d'Anubis, Le livre de poche, n° 14808)
- 1996 : The Hippopotamus Pool (La Déesse Hippopotame, Le livre de poche, n° 14902)
- 1997 : Seeing a Large Cat (L'Énigme de la momie blonde, Le livre de poche, n° 18200)
- 1998 : The Ape Who Guards the Balance (Le Papyrus de Thot, Le livre de poche, 2006)
- 1999 : The Falcon at the Portal (La Pyramide oubliée, Le livre de poche, 2007)
- 2000 : He Shall Thunder in the Sky (Le Maître des démons, Le livre de poche, n° 18231)
- 2001 : Lord of the Silent (Le Retour de Sethos, Le livre de poche, mars 2008)
- 2002 : The Golden One (La Nécropole des singes, Le livre de poche, septembre 2008)
- 2003 : Children of the Storm (La Vengeance d'Hathor, Le Livre de poche, 2005)
- 2004 : Guardian of the Horizon (Les Aventuriers de l'oasis perdue, le livre de poche, 2005)
- 2005 : The Serpent on the Crown
- 2006 : The Tomb of the Golden Bird
- 2010 : A River In The Sky
- 2017 : The Painted Queen

Extrait humoristique du "Crocodile sur un banc de sable" : "Une momie qui marche, Mademoiselle Peabody ? J'en suis fort aise ! Vous n'allez tout de même pas reprocher à un pauvre gars immobilisé depuis trois mille ans d'avoir envie de prendre un peu d'exercice ?" 
En parallèle à la série, un livre sur l'univers d'Amelia, par Elizabeth Peters et Kristen Whitbread : Amelia Peabody's Egypt: A Compendium (2003)